# Evangelische Kirche (Aglasterhausen)

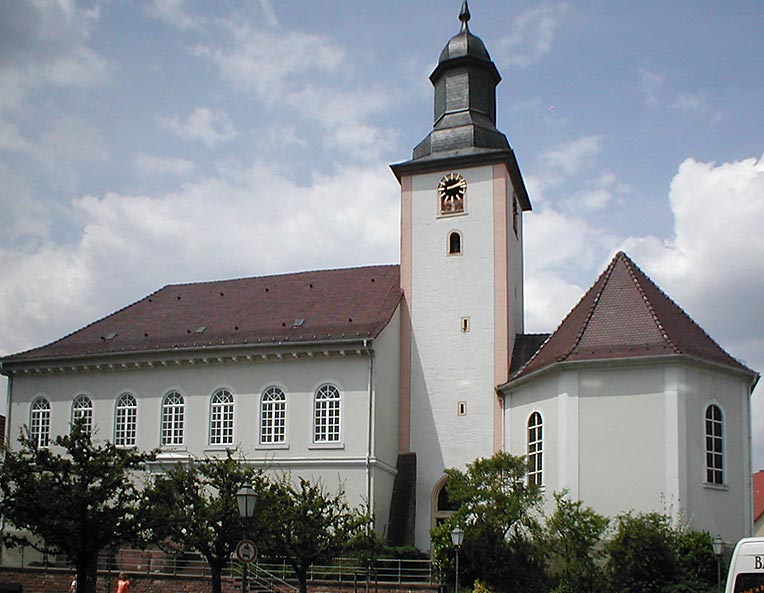
Evangelische Kirche in Aglasterhausen

Die Evangelische Kirche ist ein durch das Denkmalschutzgesetz geschütztes Kulturdenkmal in Aglasterhausen, einer Gemeinde im Neckar-Odenwald-Kreis in Baden-Württemberg. Die Kirchengemeinde gehört zum Kirchenbezirk Mosbach der Evangelischen Landeskirche in Baden.

## Geschichte und Beschreibung
Das heutige Kirchengebäude entstand 1807/08 nach Plänen des Landbaumeisters Gustav Friedrich Frommel anstelle eines 1802 bis auf den Chorturm abgebrochenen mittelalterlichen Vorgängerbaus aus dem 13. Jahrhundert. Als Simultankirche für die evangelische und die katholische Kirchengemeinde setzt es sich aus zwei im rechten Winkel stehenden Kirchensälen mit sieben Achsen in Ost-West-Richtung bzw. drei in Nord-Süd-Richtung zusammen, die durch den gemeinsam genutzten Kirchturm miteinander verbunden sind.
Das größere evangelische Kirchenschiff ist über dem fensterlosen Erdgeschoss mit dem Portal auf der Südseite im Norden und Süden mit jeweils sieben rundbogigen Fenstern versehen. Das Satteldach über dem umlaufenden, von Konsolen gestützten Traufgesims ist im Westen abgewalmt. Der ehemalige katholische Teil der Kirche besitzt einen Fünfachtelschluss im Süden. Die Gebäudeecken sind durch Lisenen betont, in den Wandflächen befinden sich einfach gerahmte schlanke Rundbogenfenster und das Nordportal. Über dem schlichten Traufgesims ist der Baukörper mit einem Walmdach gedeckt. Der im Grundriss quadratische Kirchturm ist mit einer geschwungenen verschieferten Haube abgeschlossen.
Nach dem Bau der neuen katholischen Kirche St. Matthäus in den 1960er Jahren wurde der katholische Teil der Simultankirche von der evangelischen Gemeinde übernommen. Seit den 2010er Jahren wird der ehemalige Sakralbau für Konzertveranstaltungen genutzt.